# St. Joe (Indiana)
St. Joe – miasto w Stanach Zjednoczonych, w stanie Indiana, w hrabstwie DeKalb.